# ウルムチ駅
ウルムチ駅（ウルムチえき、ウイグル語: ئۈرۈمچی بېكىتى、中文表記: 乌鲁木齐站、正体字: 烏魯木齊站）は、中華人民共和国新疆ウイグル自治区ウルムチ市サイバグ区に位置する中国鉄路総公司ウルムチ鉄路局が管轄する駅である。高速鉄道である蘭新線第二複線の終点駅であるが、かつては当駅の位置に「二宮駅」が存在し、2014年までは現ウルムチ南駅が「ウルムチ駅」であった。中国の高速鉄道では最西端の駅であり、かつ新疆ウイグル自治区最大の駅である。

## 歴史
- 1962年 - 当駅付近に「二宮駅」が開業。
- 2012年 - 二宮駅跡に新駅として当駅の建設開始。
- 2016年7月1日 - 試運営。
- 2016年8月12日 - 正式開業。

## 所属路線
- 中国鉄路総公司
  - 蘭新線
  - 蘭新線第二複線
  - 北疆線

## 隣の駅
中国鉄路総公司
蘭新線・蘭新線第二複線
ウルムチ南駅 - ウルムチ駅
北疆線
ウルムチ南駅 - ウルムチ駅 - 烏西駅